# Liste der Baudenkmale in Barendorf
In der Liste der Baudenkmale in Barendorf sind die Baudenkmale der niedersächsischen Gemeinde Barendorf und ihrer Ortsteile aufgelistet. Der Stand der Liste ist der 20. Januar 2023. Die Quelle der Baudenkmale ist der Denkmalatlas Niedersachsen.

## Barendorf

### Gruppe: Gutsanlage Barendorf
Die Gruppe hat die ID: 34325597. Herrenhaus, Torhaus mit Toreinfahrt, Gästehaus und Badehaus. Herrenhaus wurde nördlich errichtet. Zufahrt zu Park und Herrenhaus erfolgt über Toreinfahrt mit Torhaus im Nordwesten.  Im Osten steht das Gästehaus mit separatem Zugang. Badehaus liegt an künstlich angelegten Badeteich im Südosten.

| Lage                                              | Bezeichnung | Beschreibung | ID | Bild |
| ------------------------------------------------- | ----------- | --- | -- | ---- |
| Am Forsthause 2 53° 13′ 43″ N, 10° 31′ 32″ O      | Gästehaus   | Zweigeschossiger Putzbau unter Walmdach in Tonhohlpfannendeckung. Mittig vorspringender Risalit zur Straße nach Osten, halbrunder Standerker mit darüber liegenden Balkon im Westen zum Park und Freitreppe mit Kandelabern an Eingangsseite im Norden. Metallions über dem Eingang und zwischen den Fenstern. Eingangsportal zum Garten. Architekten: Rodolf Jacobs und Otto Ameis, Hamburg. Erbaut 1921. Kleinere Umbauten in Inneren. Cäsar Pinnau, Hamburg. Vor 1952.                                |    | BW   |
| Lüneburger Straße 12 53° 13′ 43″ N, 10° 31′ 20″ O | Torhaus     | Eingeschossiger Putzbau unter Pyramidendach in roter Hohlpfannendeckung auf quadratischem Grundriss. An Ostseite Relief einer schlüsselhaltenden Putte. Nach Norden anschließende Toreinfahrt. Auf Torpfeilern Laternen. Im eisernen zweiflügeligen Gitter Liktorenbündel. Architekten: Alfred Jacob und Otto Ameis, Hamburg. Erbaut 1921. |    | BW   |
| Lüneburger Straße 12 53° 13′ 43″ N, 10° 31′ 24″ O | Herrenhaus  | Freistehender zweigeschossiger verputzter Massivbau mit sechs Fensterachsen unter Verwendung des Vorgängerbaus von 1843, ablesbar im zurückspringenden eingeschossigen Nebentrakt mit drei Fensterachsen auf Souterraingeschoss unter Mansardwalmdach in Hohlpfannendeckung. Angesetzter Wintergarten an Westseite. Putzgliederung durch leicht vortretende Pilaster, Fensterrahmung mit Schlussstein und Schürzen und Eckpilastern mit Quadern. Architekt: Wilhelm Matthies, Bardowick. Erbaut 1911/12. |    | BW   |
| Lüneburger Straße 12 53° 13′ 38″ N, 10° 31′ 29″ O | Badehaus    | Eingeschossiger prostylosartiger Pavillon auf quadratischem Grundriss mit horizontaler Holzverschalung unter Pagodendach in Hohlpfannendeckung. Errichtet 1921. |    | BW   |
| Lüneburger Straße 12 53° 13′ 41″ N, 10° 31′ 28″ O | Gutspark    | |    | BW   |

### Baudenkmale (Einzeln)
| Lage                                        | Bezeichnung               | Beschreibung | ID       | Bild |
| ------------------------------------------- | ------------------------- | --- | -------- | ---- |
| Am Forsthaus 3 53° 13′ 41″ N, 10° 31′ 35″ O | Forsthaus                 | Eingeschossiger Fachwerkbau mit Backsteinausfachungen in Vierständerkonstruktion auf Hausteinsockel unter Halbwalmdach in Hohlpfannendeckung. Senkrechtverschalung am Wirtschaftsgiebel. Massiver Anbau an Südostseite. Einfriedung durch Feldsteinmauer. Errichtet in 2. Hälfte 19. Jh. | 28802768 | BW   |
| Dorfstraße 8 53° 13′ 27″ N, 10° 31′ 15″ O   | Wohn-/ Wirtschaftsgebäude | Traufständiger, eingeschossiger Fachwerkbau mit Backsteinausfachungen in Vierständerkonstruktion mit Vorschauer unter Halbwalmdach. Späteres Zwerchhaus über straßenseitigen Eingang. Spruchinschrift am Wirtschaftsgiebel. Erbaut 1859 (i).                                             | 28802787 | BW   |